# 霍爾帕哈哈山 (馬爾卡帕塔區)
13°38′00″S 70°47′30″W / 13.63333°S 70.79167°W
霍爾帕哈哈山（Jollpajaja），是秘魯的山峰，位於該國東南部庫斯科大區，由基斯皮坎奇省的馬爾卡帕塔區負責管轄，屬於韋爾卡努塔山脈的一部分，海拔高度約4,600米。